# 2000年夏季残疾人奥林匹克运动会阿联酋代表团
2000年夏季残疾人奥林匹克运动会阿联酋代表团是阿联酋派出的2000年夏季残疾人奥林匹克运动会代表团。获得3枚银牌和1枚铜牌。